# Phyllobrostis apathetica
Phyllobrostis apathetica är en fjärilsart som beskrevs av Edward Meyrick 1921. Phyllobrostis apathetica ingår i släktet Phyllobrostis och familjen rullvingemalar, Lyonetiidae. Inga underarter finns listade i Catalogue of Life.